# Geoffrey Fisken
Geoffrey Bryson Fisken (17 de febrero de 1916 - 12 de junio de 2011) fue un piloto de Nueva Zelanda que fue el líder del as de la aviación en la Guerra del Pacífico. Se le atribuye entre 10 y 13 victorias aéreas confirmadas.

## Primeros años
Fisken nació en Gisborne el 17 de febrero de 1916, fue el hijo de un granjero, y entró a esa profesión, criando ovejas en Masterton. Antes de la guerra, Fisken aprendió a volar en privado durante la década de 1930, tomando clases en de Havilland DH.60 Moth.

## Últimos años
Seguido a su renuncia en RNZAF, Fisken regresó a la agricultura.
Falleció el 12 de junio de 2011 en Lara Lodge en Rotorua donde había vivido durante 31 años. Su esposa Rhoda había fallecido 14 años antes. Tuvieron seis hijos, cinco niños y una niña.